# لك صمت
لك صُمت هو برنامج تلفزيوني ديني اجتماعي يومي على تلفزيون دبي ونور دبي وإذاعة نور دبي يذيعه الداعية الإسلامي السعودي محمد العريفي في رمضان 2011.

## وقت العرض
يُذاع لك صمت يوميا في المواعيد والقنوات التالية:
- في 03:52 مساء ويعاد في 06:00 صباحا بتوقيت مكة المكرمة في تلفزيون دبي.
- في 04:00 مساء إلى 05:00 بتوقيت مكة المكرمة ويعاد في 05:00 صباحا إلى 06:00 بتوقيت مكة المكرمة في نور دبي وإذاعة نور دبي.

## وصلات خارجية
- لك صمت تلفزيون دبي
- صفحة لك صمت الرسمية في فيسبوك  على فيسبوك.
- حلقات لك صمت مؤسسة دبي للإعلام
- «لك صمت» للعريفي.. الأول على البرامج الدينية في رمضان شبكة أهم للأنباء، 5 أغسطس 2011